# جیبیر
جیبیر (به ترکی آذربایجانی: Cibir) یک منطقه مسکونی در جمهوری آذربایجان است که در شهرستان قوسار واقع شده است. جیبیر ۱۱۲۵ نفر جمعیت دارد.